# Neoromicia melckorum
Neoromicia melckorum là một loài động vật có vú trong họ Dơi muỗi, bộ Dơi. Loài này được Roberts mô tả năm 1919.